# 圣科隆巴诺阿兰布罗
圣科隆巴诺阿兰布罗（義大利語：San Colombano al Lambro），是意大利米兰省的一个市镇。总面积16平方公里，人口7519人，人口密度469.9人/平方公里（2009年）。国家统计（ISTAT）代码为015191。